# 의리
의리(義理)는 사람 혹은 사람관계에서 마땅히 지켜야 할 도리이다. 사회 규범에 따라 차이는 있겠으나, 곤경에 처한 이웃을 스스럼없이 돕는 마음이나 어려움에 있는 친구를 돕는 마음를 뜻하기도 한다. 다른말로 신의(信義), 도리라고도 한다.